# 沃爾芬比特爾
沃尔芬比特尔（德語：Wolfenbüttel，發音：[ˌvɔlfn̩ˈbʏtl̩] ⓘ）是德国下萨克森州沃尔芬比特尔县的城市，也是沃尔芬比特尔县的县治，面积78.74平方千米，2023年12月31日人口为53,034人。
市內有多處旅遊景點，如奧斯特公爵圖書館，是世界最大和最知名的古籍收藏機構之一，收藏有古版的聖經，也有約10,000多件珍貴的手稿收藏在這裡。這家圖書館設立于1572年，目前的圖書館則建設于1886年。沃爾芬比特爾的規模雖然比臨近的其他都市要小，其卻保存了眾多的古跡。同时，这里盛产野格利口酒（Jägermeister）。奥斯特法利亚应用科技大学的一个校区也位于该城。

## 历史
沃尔芬比特尔于1118年首次被提及。沃爾芬比特爾在1432年被授給不倫瑞克公爵。在此之後的三個世紀，沃爾芬比特爾發展為藝術中心都市。在三十年戰爭中，這裡發生了沃爾芬比特爾戰役。